# Lancashire and Yorkshire Railway

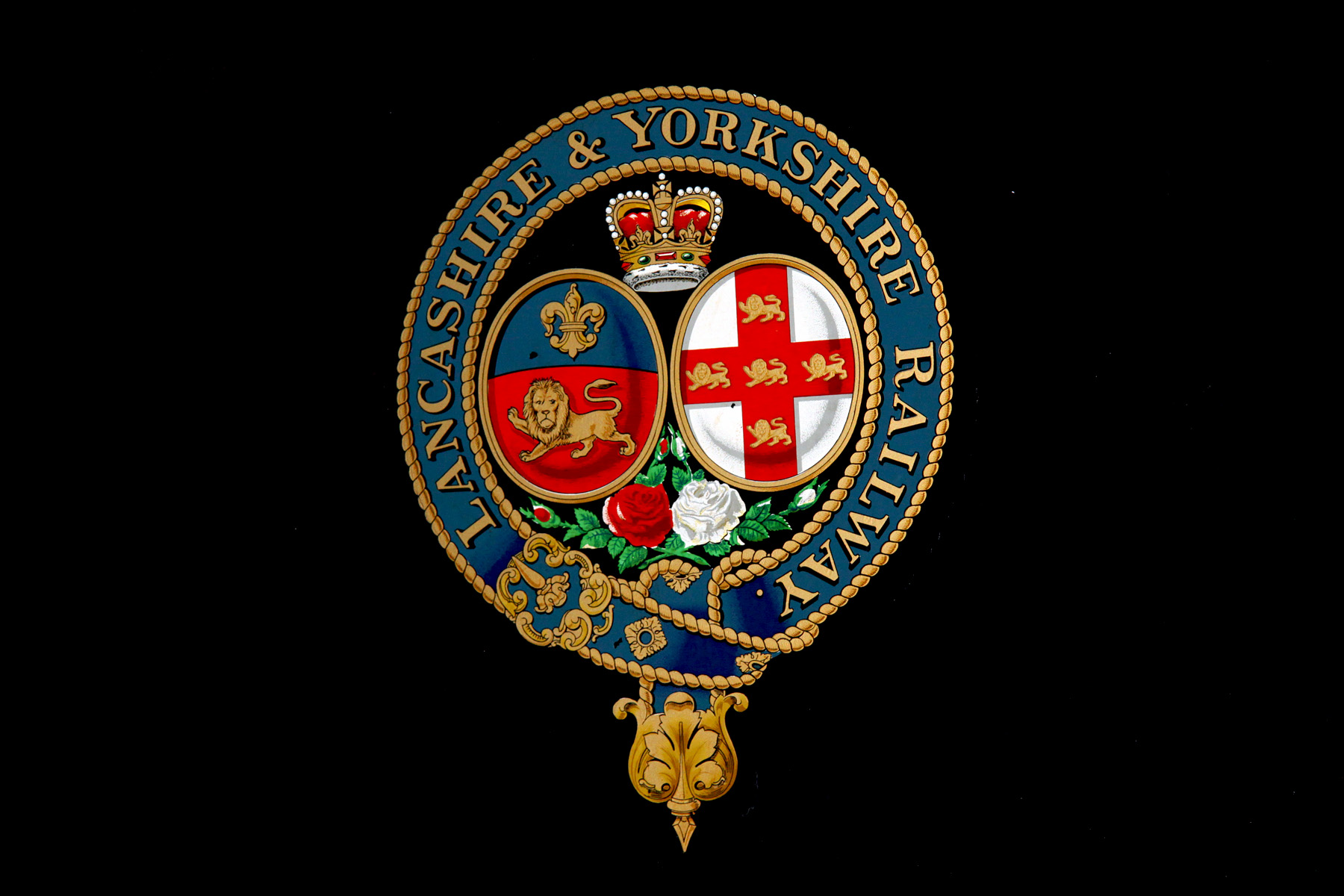
Wappen der Gesellschaft

Die Lancashire and Yorkshire Railway (L&YR) war eine britische Eisenbahngesellschaft, die von 1847 bis 1921 existierte. Sie entstand durch die Fusion mehrerer Gesellschaften, von denen die Manchester and Leeds Railway die größte war. Das Unternehmen war das einzige seiner Zeit, dessen Verkehrsstrom von Ost nach West bzw. umgekehrt verlief. Die L&YR besaß 1650 Lokomotiven und ihre Bahnhöfe waren nicht weiter als fünf Meilen voneinander entfernt.
Am 1. Januar 1922 fusionierte die L&YR mit der London and North Western Railway (LNWR). Der Geschäftsführer, die Sekretäre und der Hauptmaschinenbauingenieur wurden in dem neuen Unternehmen hauptsächlich von der Lancashire and Yorkshire Railway besetzt. Ein Jahr später wurde die LNWR nach Inkrafttreten des Railways Act 1921 Bestandteil der London, Midland and Scottish Railway.

## Die Bahnlinien

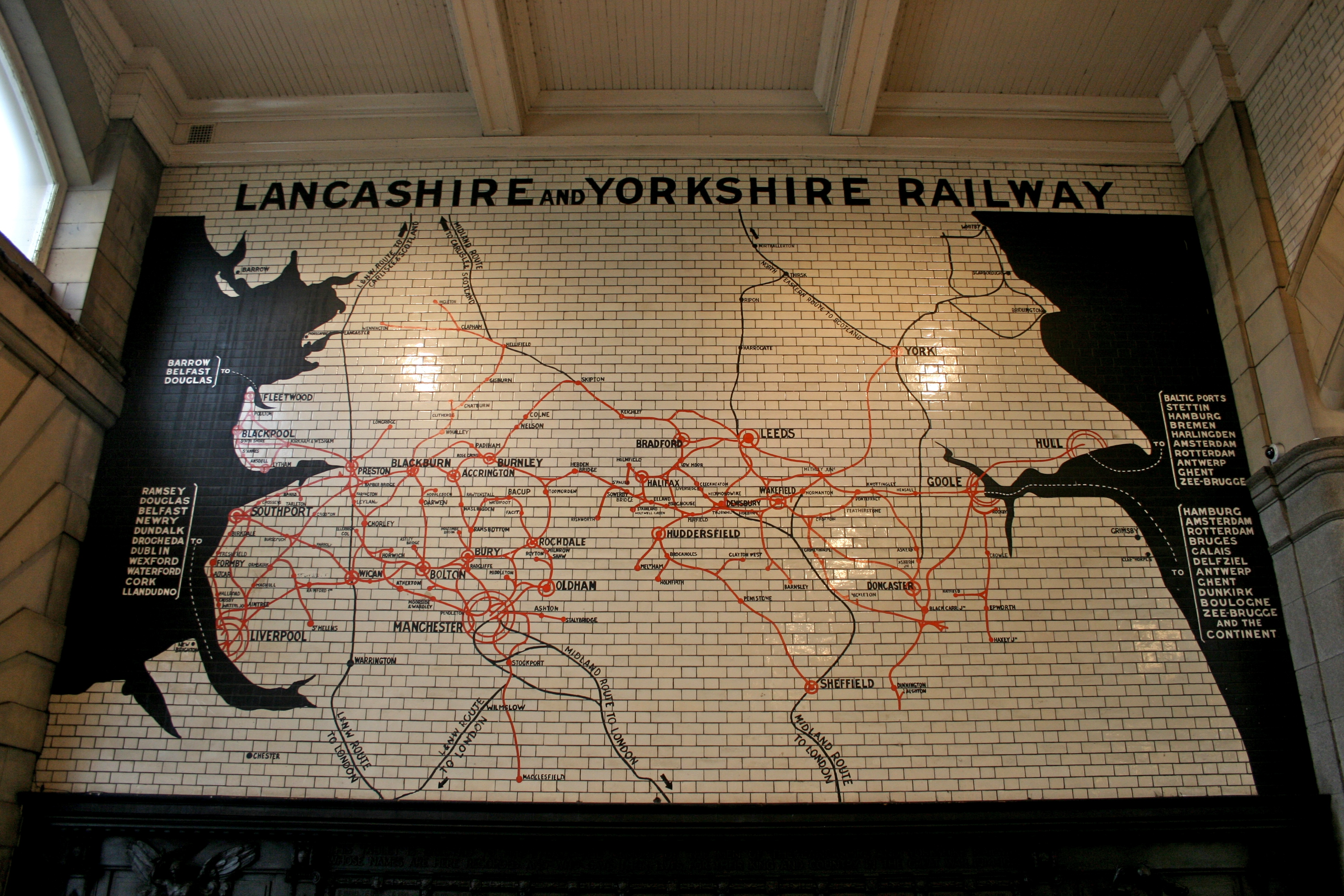
Streckennetz der Lancashire & Yorkshire Railway, Wandmosaik im Bahnhof Manchester Victoria

Das Streckennetz bestand aus mehreren Teilgebieten und alternativen Streckenabschnitten, sodass man nicht klar sagen konnte, welches die Hauptstrecke der L&YR war. Die Strecken wurden in drei Bereichen unterteilt:
- Western Division
  - von Manchester nach Blackpool und Fleetwood
  - von Manchester nach Bolton, Wigan, Southport und Liverpool; und von Manchester direkt nach Liverpool

- East Lancashire oder Central Division
  - von Manchester nach Oldham, Bury, Rochdale, Todmorden, Accrington, Barnsley und Colne. Diese Strecke umfasste auch eine Verbindung zum Linienverkehr nach London.

- Eastern Division
  - von Todmorden nach Halifax, Bradford, Leeds, Huddersfield, Wakefield, Normanton (West Yorkshire), Goole und Doncaster

Während es verschiedene Strecken zwischen der Central und der Western Division gab, existierte nur eine Strecke zwischen der Eastern und der Central Division. Deswegen durchquerten manche Routen die Pennines zwischen Lancashire und Yorkshire.

## Lokomotiven und Wagen

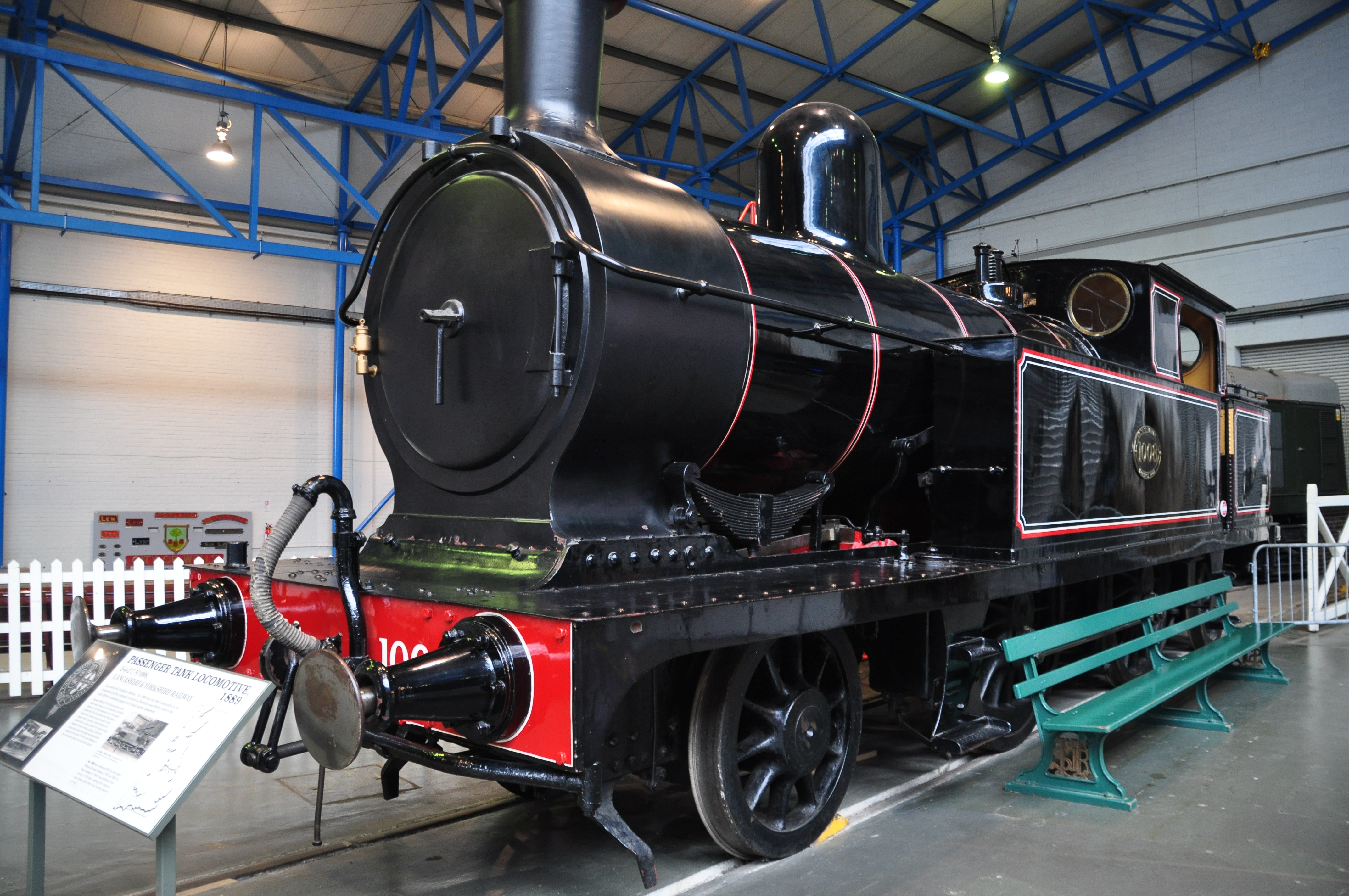
Erhaltene Lokomotive Nr. 1008 im National Railway Museum

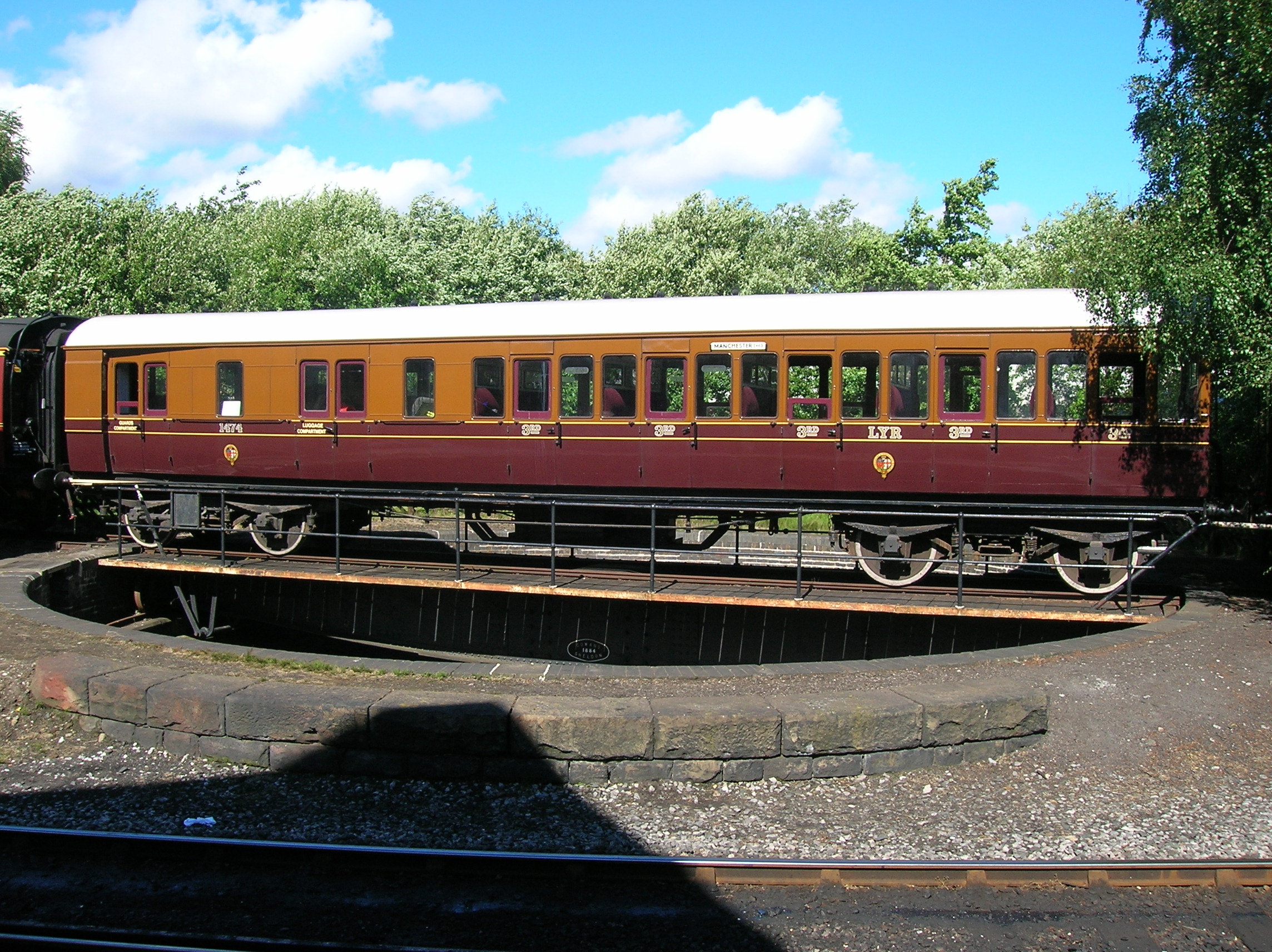
Erhaltener Personenwagen Nr. 1474 bei der Keighley and Worth Valley Railway

Die Lokomotiven waren anfangs dunkelgrün bemalt (mit kunstvoller Kupferlegierung) und hatten von Kupfer bedeckte Kamine. Die Zierlinien waren schwarz und weiß. 1876 wurde aus dunkelgrün hellgrün und reine Güterzuglokomotiven waren in schlichtem schwarz gehalten. Ab 1883 bemalte man alle Lokomotiven schwarz. Die Zierlinien waren von nun an rot und weiß bei den Personenzug- bzw. rot bei den Güterzuglokomotiven.
Reisezugwagen waren anfangs aus klarlackiertem Teakholz. Ab 1883 wurden sie in einem sehr dunklen lilabraun (im Englischen mit dark purple brown bezeichnet) und einem zimtfarbenen Fensterband lackiert und hatten goldgelbe Zierlinien und Beschriftungen. Die ab 1905 gebauten rund 20 m langen Speisewagen der 1. Klasse, die sogenannten „First Class Dining Cars“, waren die größten Personenwagen der L&YR. Einige Personenwagen sind erhalten und heute bei der Keighley and Worth Valley Railway im Einsatz. Darunter ein 1882 gebauter dreiachsiger Abteilwagen nach Musterblatt 8.
Güterwagen waren anfangs aus unlackiertem Holz. Ab 1902 wurden sie grau lackiert und bekamen eine weiße Beschriftung. Die ersten Wagen im neuen Design waren die gedeckten Güterwagen nach Musterblatt 45. In der Zeit von König Eduard VII. wurden verschiedene Wagen in Pastellfarben, die in der Edwardischen Epoche allgemein sehr beliebt waren, lackiert. Wagen für den Transport von Butter waren hellblau, Wagen für den Transport von Fleisch waren rosa und sogenannte „Fish Vans“, für den Fischtransport, hellgrün lackiert. Sie trugen jeweils eine schwarze Beschriftung. Ab 1908 wurden alle neuen Wagen dieser Kühlwagen-Bauarten weiß gestrichen. Die größten und tragfähigsten Güterwagen in der Geschichte der Gesellschaft waren die fast 15 m langen Tiefladewagen mit 52 t Nutzlast.
1905 war die Gesellschaft im Besitz von 1451 Dampflokomotiven und 36 027 Personen- und Güterwagen.

## Schifffahrt
Die Lancashire and Yorkshire Railway war in der Zeit vor den Fusionierungen des Jahres 1922 die Bahngesellschaft mit der größten Schiffsflotte. 1913 hatte das Unternehmen 26 Schiffe in seinem Besitz, durch die Fusionierung mit der London and North Western Railway kamen fünf weitere hinzu. Die Dampfer brachten Güter von Liverpool nach Drogheda in Irland, von Hull nach Brügge, und von Goole weiter zu größeren europäischen Häfen wie Amsterdam, Kopenhagen, Hamburg oder Rotterdam.

## Nach der Fusion
Aufgrund der finanziellen Probleme nach dem Ersten Weltkrieg wurden mit dem Railways Act 1921 rund 160 Bahngesellschaften in Großbritannien zu vier Unternehmen zusammengefügt, darunter auch die L&YR. Folgende Bahnlinien gibt es heutzutage nicht mehr:
- Von Manchester nach Bury
- Von Preston nach Southport
- von Bury and Accrington und wieder zurück
- und die Nordschleife – von Blackburn nach Burnley über Great Harwood und Padiham.

Die meisten Bahnstrecken der L&YR werden im Personenverkehr seit 2016 von der DB-Tochtergesellschaft Arriva unter der Marke Northern bedient. Der ehemals größte Bahnhof des Landes, Manchester Victoria, der damals im Besitz des Unternehmens war, wurde modernisiert.

## Sonstiges
Aus dem ehemaligen Fußballteam der bahneigenen Wagenwerkstätten in Manchester – Newton Heath, entstand einer der erfolgreichsten Fußballklubs der Welt, Manchester United.